# Vlag van Turnhout
De vlag van Turnhout werd, die al voor 1976 in gebruik, door de gemeenteraad op 7 december 1987 officieel vastgesteld als de gemeentelijke vlag van de Antwerpse gemeente Turnhout. Op 13 december 1988 werd hij door het Bestuur van Vlaanderen bevestigd en uiteindelijk gepubliceerd op 4 januari 1995 in het officiële Belgisch Staatsblad.
Officieel wordt de vlag beschreven als:
Twee even lange banen van blauw en van wit.
De kleuren van de vlag zijn ontleend aan het wapenschild dat op het gemeentewapen staat.

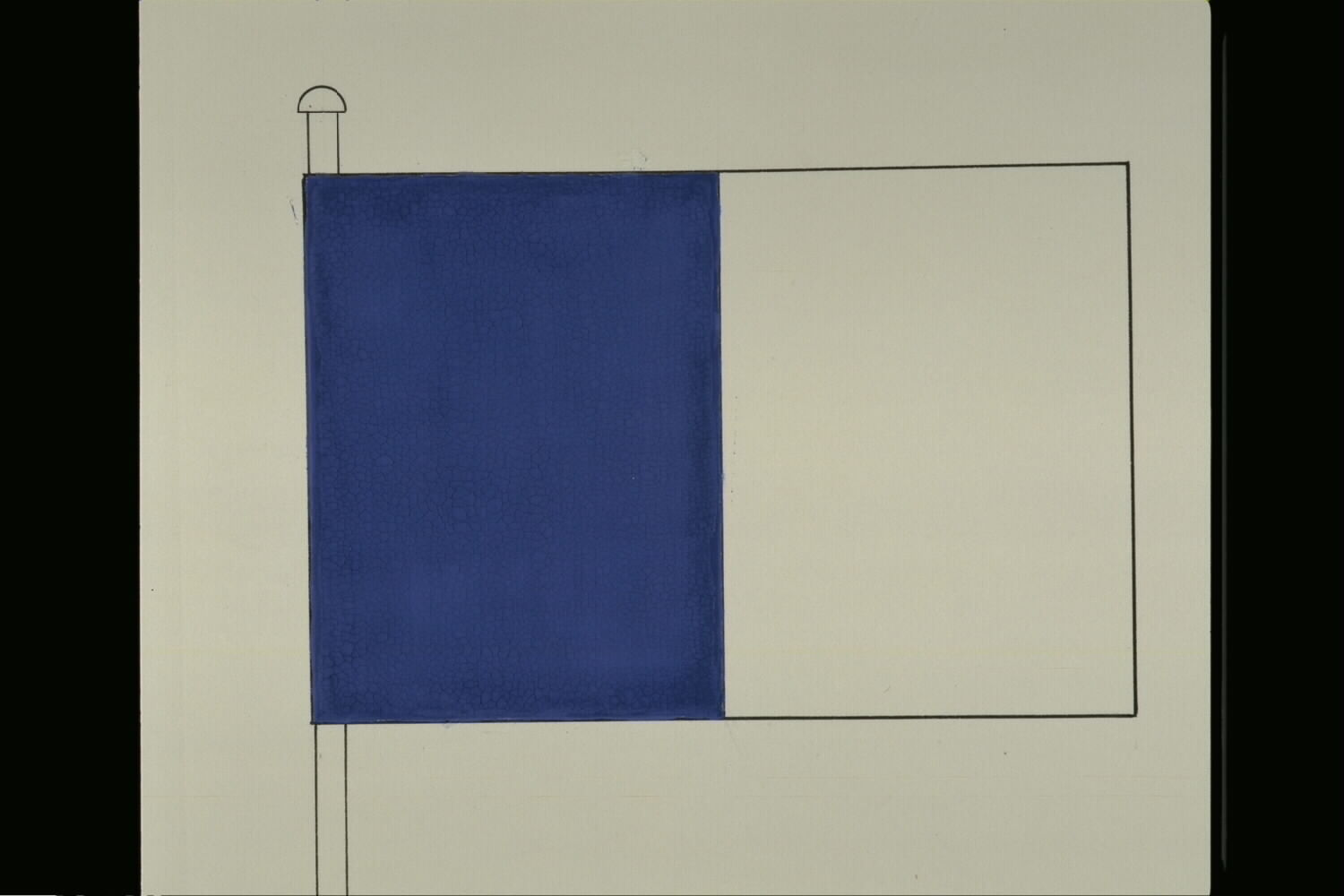
Officiële tekening van de vlag